# Moulinex
Moulinex é uma empresa francesa produtora de pequenos electrodomésticos adquirida pelo Groupe SEB. A Moulinex foi estabelecida como empresa em 1937, contudo, no inicio de setembro de 2001 a Moulinex declarou falência.
Em 14 de Novembro de 2001 os trabalhadores em Caen na Normandia, revoltados pelo encerramento da fábrica, queimaram pneus em frente ao edifício e as autoridades e bombeiros foram recebidos com ovos chocos. Os trabalhadores também rasgaram os seus cartões eleitorais, em sinal de se sentirem enganados pelos partidos políticos. Os trabalhadores instalaram explosivos na fábrica de Cormelles-le-Royal perto de caen e ameaçaram deflagrá-los.
Em 23 de Novembro de 2001, os trabalhadores da Moulinex souberam que tinham sido despedidos. Na altura, a companhia empregava quase 9 000 trabalhadores em França e no estrangeiro.
Actualmente o Groupe SEB, o principal produtor francês de electrodomésticos, assumiu o que restava da Moulinex.